# Symfonie nr. 4 (Ruders)
Poul Ruders voltooide zijn Symfonie nr. 4 (een orgelsymfonie) in 2010. Hij werkte er drie jaar aan. Ruders is van huis uit organist.
Het werk kwam tot stand na een opdracht van het Dallas Symphony Orchestra, het Odense Symfoniorkester en het City of Birmingham Symphony Orchestra. Deze wijze van opdracht verstrekken, leverde voor dit werk ook direct drie uitvoeringen op. Ruders koos voor zijn orgelsymfonie het pad van voorganger Camille Saint-Saëns, die zijn orgelsymfonie schreef voor orgel en symfonieorkest, daar waar anderen hun orgelsymfonieën alleen voor het orgel schreven. Ruders schreef het werk met in zijn hoofd het orgel in het Morton H. Meyerson Symphony Center, thuisbasis van het DSO. 
De symfonie is in vier delen geschreven:
- Prelude in adagio en lontano
- Cortège in adagio estremo, brutale (begrafenisoptocht)
- Etude in presto, waarin de componist een scherzo zag
- Chaconne in camminando leggiero.

Robert Minczuk gaf leiding aan de première op 20 januari 2011 met het DSO en Mary Preston achter het orgel. Dallas News vond het een van de modernste stukken die sinds jaren de concertzaal in Dallas had bereikt. Toen het werk in december 2011 in Birmingham werd uitgevoerd onder leiding van Nikolaj Znaider (de vrouw van vaste dirigent Andris Nelsons was in verwachting van hun eerste kind), werd daar nauwelijks aandacht besteed, in Birmingham is men gewend aan klassieke muziek uit de 20e eeuw. De Deense en Europese première viel daartussen tijdens een uitvoering in de Carl Nielsen concertzaal en was ingebed in twee werken van die componist. 
Ruders schreef het werk voor:
- concertorgel
- 3 dwarsfluiten (III ook piccolo), 3 hobo’s (III ook althobo), 3 klarinetten (III ook basklarinet), 3 fagotten (III ook contrafagot)
- 4 hoorns, 3 trompetten, 3 trombones, 1 tuba
- 2 man/vrouw percussie
- 16 eerste violen, 14 tweede violen, 12 altviolen, 10 celli en 8 contrabassen.